# Benjamin Libet
Benjamin Libet (Chicago, 12 aprile 1916 – Davis, 23 luglio 2007) è stato un neurofisiologo e psicologo statunitense.
Benjamin Libet è stato un pioniere nelle ricerche sulla coscienza, ricercatore e docente presso la University of California, San Francisco. Le conclusioni delle sue ricerche hanno dato luogo a interpretazioni molto differenti, anche se Libet ha chiarito il significato da dare ad esse.

## Azione e ritardo di coscienza
Libet, proseguendo la scoperta del potenziale di preparazione di Hans Helmut Kornhuber nel 1964, ha condotto le sue ricerche allo scopo di determinare il tempo intercorrente tra l'esecuzione d'un atto e il rendersi conto di farlo, che ha scoperto essere di 0.5 secondi. Per giungere a questa conclusione egli e i suoi collaboratori hanno messo a punto un sistema di rilevazione e una procedura di tipo rigorosamente oggettivo basato sul potenziale di scarica dei neuroni. L'apparecchiatura utilizzata era costituita da quattro dispositivi:
1° un oscilloscopio a raggi catodici;
2° un normale elettroencefalografo per EEG;
3° un monitor che registra l'attività neurale durante il periodo dell'esperimento;
4° un elettromiografo (EMG) che coglieva con precisione il momento in cui il muscolo si muoveva.
L'oscilloscopio registrava frequenza e ampiezza delle onde cerebrali in relazione ai vari punti della corteccia cerebrale su cui venivano collocati gli elettrodi dell'elettroencefalografo, mentre il miografo registrava il punto 0 dell'esperimento, ovvero l'attimo d'inizio dell'azione.
La procedura di rilevazione consisteva nel porre una serie di persone quali soggetti d'esperimento, con elettrodi applicati alla corteccia, posti di fronte al timer dell'oscilloscopio. Ciò che essi dovevano fare era eseguire un'azione semplicissima come premere un pulsante o flettere un dito, guardando contemporaneamente il segnale sull'oscilloscopio. L'attenzione era puntata su uno specifico segnale elettrico cerebrale, il cd. potenziale di prontezza motoria, rilevato nell'area motoria supplementare, regione del cervello connessa ai movimenti volontari.
Il risultato dell'esperimento è controintuitivo: il potenziale di prontezza motoria comincia circa 1 secondo prima dell'avvio del movimento del dito, ma i soggetti divengono consapevoli dell'intenzione di agire solo 200 ms circa prima del movimento, quindi molto dopo (circa 800 ms) l'inizio dell'attività cerebrale.

## Conseguenze sul libero arbitrio
Nonostante Libet fosse contrario a trarne conseguenze, l'esperimento è stato interpretato da molti come una prova empirica contro il libero arbitrio. Così ad esempio i computazionisti come Dennett e Churchland o lo psicologo sociale Daniel Wegner. I risultati sembrano mostrare infatti che il cervello si prepara all'azione prima che il soggetto divenga consapevole di aver deciso di compiere il movimento. La vera causa delle nostre azioni non sarebbero dunque le intenzioni coscienti, la nostra volontà, bensì un'attività inconscia del cervello.
Contro tale interpretazione sono state avanzate critiche di vario ordine:
- Tempo mentale: il tempo soggettivo non sempre corrisponde al tempo misurato con metodi fisici; il fatto che la coscienza situi la volontà in un certo istante non implica che essa sia affiorata proprio in quell'istante e non prima
- Significato dei segnali cerebrali: è controverso il significato dell'attivazione di certe aree cerebrali, come nel nostro caso l'area supplementare motoria; l'attivazione potrebbe corrispondere, anziché alla decisione vera e propria, a una fase di preparazione della decisione.
- Tipologia dell'azione: il movimento di un dito, atto tipicamente automatico e privo di implicazioni morali, non è rappresentativo di una decisione cosciente; una libera scelta si riferisce ad un comportamento complesso, non è presa istantaneamente ma è frutto di una lunga ponderazione.

## Teoria del campo (mentale) conscio
Libet ha anche proposto una teoria del campo conscio (Conscious
Mental Field, CMF) con la quale ha inteso spiegare l'emergere del mentale dal cerebrale. I due aspetti fondamentali di questa teoria sono:
1°, la autopercezione dell'unitarietà delle esperienze della coscienza;
2°, che il fenomeno mentale della consapevolezza è influenzato dalle differenti attività neuronali ed è il risultato complesso di circuiti e mappe neurali differenti.
Libet dunque dubita che la coscienza sia una funzione definita, e che si tratterebbe di una “risultante” che emerge grazie a processi di integrazione che ci permettono di non percepire i notevoli gap che, per esempio, ci sono nella percezione visiva spaziale, delle forme e dei colori. Per questa ragione noi abbiamo una continuità visiva e non una discontinuità. Tale processo è tipico del mentale che si separa così dal cerebrale nel senso che questo è “elementare” mentre quello è “complesso” e si manifesta, appunto, come campo mentale conscio attraverso tutta una serie di aggiustamenti automatici che fa la nostra mente e non solo nelle aree corticali deputate a una certa funzione specifica come si potrebbe pensare. Il CMF è dunque il modo con cui l'esperienza soggettiva emerge dalla generalità delle funzioni cerebrali, comuni a tutti gli appartenenti alla specie homo sapiens. Esso è dunque una “proprietà” specifica dell'organizzazione neuronale umana.

## Opere
- Benjamin Libet, Mind Time. Il fattore temporale nella coscienza. Raffaello Cortina Editore. ISBN 978-88-6030-085-0